# Angéla
Az Angéla női név az Angelus és Angelusz férfinevek női párja.

## Rokon nevek
Angyalka, Angyal, Angella, Angelika, Angelina, Andelina, Andelin

## Gyakorisága
Az újszülöttek körében 1990-es években igen ritka név volt. A 2000-es és a 2010-es években sem szerepelt a 100 leggyakrabban adott női név között.
A teljes népességre vonatkozóan az Angéla sem a 2000-es, sem a 2010-es években nem szerepelt a 100 leggyakrabban viselt női név között.

## Névnapok
január 4., január 27., május 31., június 1., július 21.

## Híres Angélák
- Angela Bassett színésznő
- Szabó Ildikó Angéla, írónő, dizájner
- Angela Haynes amerikai teniszező
- Angela Kinsey amerikai színésznő
- Angela Lansbury angol színésznő, énekesnő
- Angela Merkel német kancellár
- Császár Angela színésznő
- Folignói Szent Angéla olasz egyházi írónő, ferences rendi apáca
- Németh Angéla olimpiai bajnok atléta
- Novák Angéla, magyar Transzszexuális énekesnő, előadóművész
- Póka Angéla énekesnő
- Merici Szent Angéla